# مثلث الأصابع
مُثلث الأصابع (الاسم العلمي: Trigonodactylus)، جنس وزغات صغير (العدد) من الشرق الأوسط.

## الأنواع[1]
- وزغ عربي قصير الأصابع (Haas, 1957) – وزغ عربي قصير الأصابع، وزغ الرمال العربية
- Trigonodactylus persicus Nazarov, Melnikov, Radjabizadeh, & Poyarkov, 2018
- Trigonodactylus pulcher جون أندرسون (عالم الحيوان), 1896 – وزغ جميل قصير الأصابع
- مثلث الأصابع الشرقية Metallinou & Carranza, 2013